# Aluche (deporte)

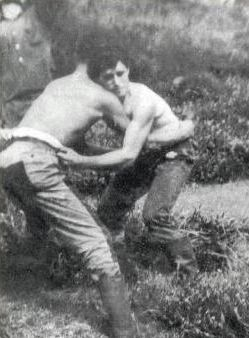
Foto histórica de dos luchadores en Valdáliga, Cantabria.

Aluche es un vocablo común a la zona noroccidental de la España peninsular para describir distintos tipos de lucha de agarre, conocidas desde la Antigüedad y hasta hace poco latentes en los núcleos rurales de León, Cantabria, Asturias y Palencia.
No están realmente claros los orígenes, siendo muchas las posibilidades de su procedencia prerromana, dada su similitud con numerosas luchas de corte céltico. Ya aparece documentada la lucha en Cantabria en la Edad Media, a través de escenas grabadas en construcciones románicas.Se pueden observar con total claridad y certeza escenas de luchadores en los relieves de las colegiatas de Santa Cruz de Castañeda, San Martín de Elines, en Santa María de Yermo, en Santa María de Perrozo, etc.
Aunque su presencia en Cantabria no está muy documentada con anterioridad, se puede vislumbrar en palabras de Estrabón que ya era una costumbre de los pueblos del norte peninsular la de realizar ejercicios de lucha sin armas, y estamos hablando del siglo I d. C. (la primera mención a luchas sin armas en territorio gaélico data de unos 600 años antes en Irlanda). Independientemente de cual sea su verdadero origen, las luchas sin armas en territorios rurales son ampliamente recogidas y conocidas desde la antigüedad, y han estado muy ligadas al entorno rural, de pastores y folclore en las zonas montañosas de León, Palencia, Asturias y Cantabria.
Se desconoce el momento concreto en el que surge de manera definitiva el aluche contemporáneo, aunque lo más plausible es que apareciese de manera progresiva a lo largo de todos los siglos de práctica y debido a la evolución propia de la lucha. A pesar del nombre común de aluche la inexistencia de regulación ha hecho que en los diferentes valles de Cantabria, principalmente Liébana, Valles Pasiegos y Campoo se hayan desarrollado reglamentos distintos y diferentes variantes.